# Stylochaeta abarbita
Stylochaeta abarbita är en djurart som tillhör fylumet bukhårsdjur, och som beskrevs av Visvesvara 1963. Stylochaeta abarbita ingår i släktet Stylochaeta och familjen Dasydytidae. Inga underarter finns listade i Catalogue of Life.